# 186 a.C.

## Eventos
- Espúrio Postúmio Albino e Quinto Márcio Filipo, cônsules romanos.
- Senatus consultum de Bacchanalibus é passado no Senado Romano e instaura a perseguição ao culto de Baco.
- Continua a guerra dos romanos na Ligúria, parte da Gália Cisalpina.